# 中国茜草
中国茜草，为茜草科茜草属下的一个种。分布于中国东北、华北，俄罗斯(远东地区)、朝鲜、日本也有分布。

## 扩展阅读
維基物種上的相關：中国茜草